# Side Crater
Der Side Crater (englisch für Seitenkrater) ist ein 3700 m hoher und nahezu kreisrunder Vulkankrater auf der antarktischen Ross-Insel. Er ragt im südwestlichen Rand des Hauptkraters des Mount Erebus auf und damit, wie es aus seinem Namen hervorgeht, seitlich des Gipfelkraters.
Das Advisory Committee on Antarctic Names benannte ihn im Jahr 2000.